# 耶日·斯科利莫夫斯基 (赛艇运动员)
耶日·斯科利莫夫斯基（波蘭語：Jerzy Skolimowski，1907年12月9日—1985年2月12日），波兰男子赛艇运动员。他曾代表波兰参加1928年、1932年和1936年夏季奥林匹克运动会赛艇比赛，获得一枚银牌和一枚铜牌。